# Cranioleuca dissita
El curutié coiba, curutié de la Coiba o colaespina de Coiba (Cranioleuca dissita), es una especie de ave paseriforme de la familia Furnariidae perteneciente al género Cranioleuca. Es endémica de la isla de Coiba, en Panamá.

## Distribución y hábitat
Se encuentra únicamente en la isla Coiba, en el litoral del Pacífico de Panamá.
Esta especie es considerada bastante común en su hábitat natural: el denso sotobosque y los enmarañados de enredaderas de selvas húmedas y sus bordes.

## Estado de conservación
El curutié coiba ha sido calificado como casi amenazado por la Unión Internacional para la Conservación de la Naturaleza (IUCN) debido a su zona de distribución muy pequeña y su población estar potencialmente amenazada por especies invasoras. Su área no está severamente fragmentada, y el número de localidades donde ocurre es incierto. Un levantamiento futuro del impacto de las especies invasoras podrá elevar el nivel de riesgo de la especie.

## Descripción
El plumaje de las partes superiores del curutié coiba son de color pardo rojizo y las inferiores son oliváceas. Su cola, alas y píleo son rojizos, y los laterales de su rostro son de color marrón veteado en gris.

## Sistemática

### Descripción original
La especie C. dissita fue descrita por primera vez por el ornitólogo estadounidense Alexander Wetmore en 1957 bajo el nombre científico de subespecie Cranioleuca vulpina dissita; la localidad tipo es: «Isla Coiba, Panamá».

### Etimología
El nombre genérico femenino «Cranioleuca» se compone de las palabras del griego «κρανιον kranion»: cráneo, cabeza, y «λευκος leukos»: blanco, en referencia a la corona blanca de la especie tipo: Cranioleuca albiceps; y el nombre de la especie «dissita», proviene del latín «dissitus»: que queda lejos, remota.

### Taxonomía
Por mucho tiempo fue considerada una subespecie de Cranioleuca vulpina, como tratada en la descripción original; pero presenta diferencias morfológicas y significativas de vocalización, con soporte de datos filogenéticos. La separación fue aprobada por el Comité de Clasificación de Norte y Meso América (N&MACC) en julio de 2015. Es monotípica.
Las principales diferencias apuntadas por Aves del Mundo (HBW) para justificar la separación son: sus partes inferiores más amarillas, y sus partes superiores más color caramelo; sus alas ligeramente más cortas; y su canto, notablemente divergente: no la serie decadente y balbuciante en C. vulpina, pero terminando con notas largas, enfáticas y espinosas, el ritmo general más alto y con frecuencia máxima superior, unas distintivas notas largas más lisas y más largas, y con perfil diferente de las notas.